# Rynek (Brzezówka)
Rynek – część wsi Brzezówka w Polsce, położona w województwie małopolskim, w powiecie dąbrowskim, w gminie Szczucin.
W latach 1975–1998 Rynek należał administracyjnie do województwa tarnowskiego.